# Draco modiglianii
Draco modiglianii là một loài thằn lằn trong họ Agamidae. Loài này được Vinciguerra mô tả khoa học đầu tiên năm 1892.